# 저우화젠
저우화젠(중국어: 周華健 한국어: 주화건, 1960년 12월 22일 ~ )는 중화민국의 가수이다.

## 출연 작품

### 영화
- 퍼플 스톰 (1999년)